# Stanisław Libicki
Stanisław Emilian Henryk Libicki (ur. 8 maja 1856 w Serokomli, zm. 18 stycznia 1933 w Warszawie) – polski działacz narodowy, prezes Towarzystwa Kredytowego w Warszawie.

## Życiorys
Pochodził z rodziny szlacheckiej, pieczętującej się h. Jelita. Syn Aleksandra Kazimierza (ur. 1807) i Marianny Wójcickiej, a zgodnie z aktem ślubu - Wójtowicz
Od 1897 redaktor warszawskiego „Kuryera Codziennego”. W 1905 współzałożyciel Towarzystwa Polskiej Macierzy Szkolnej. 1905–1908 był członkiem Ligi Narodowej.

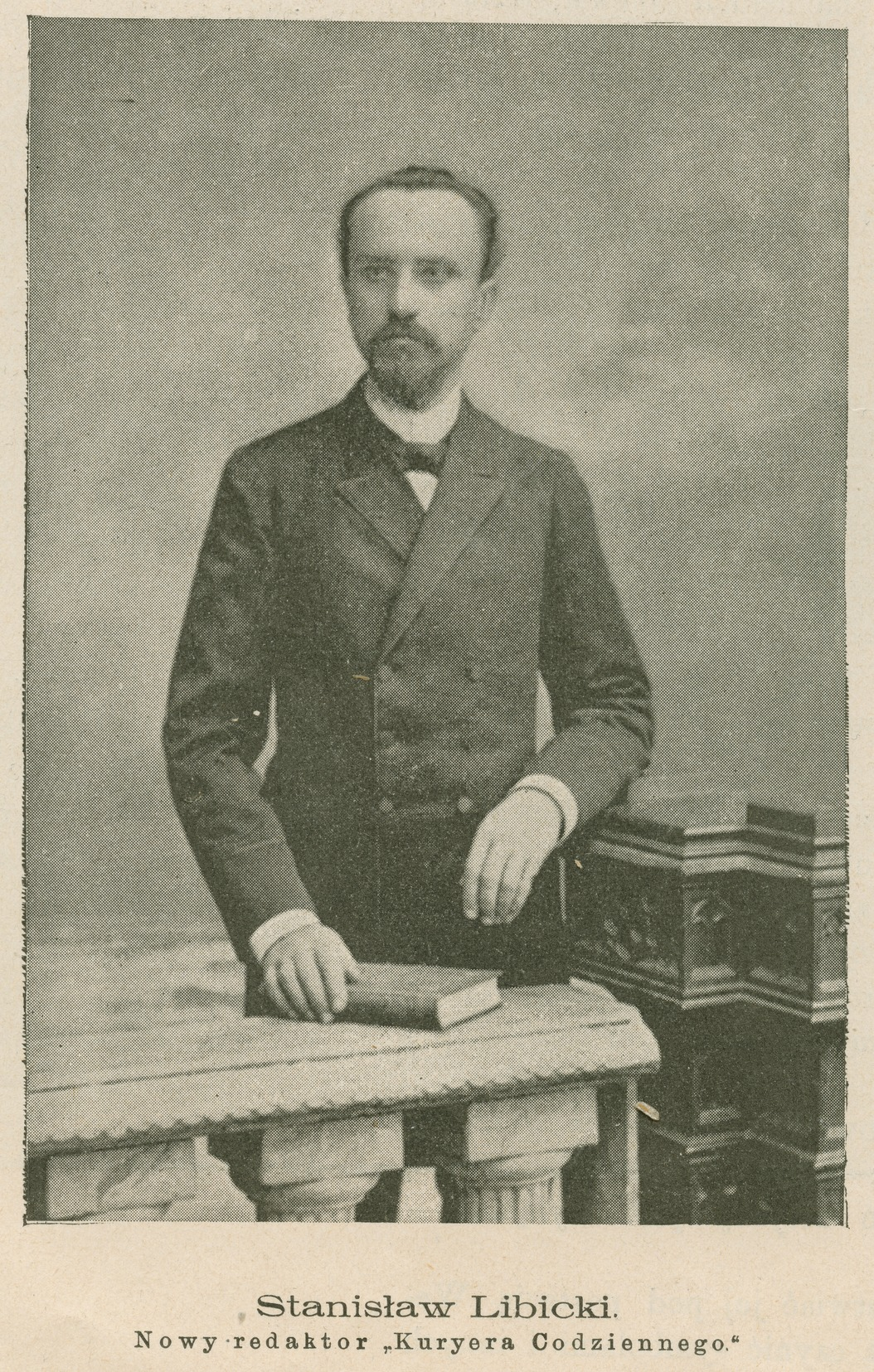
Stanisław Libicki (1897)

W 1905 został zesłany na Syberię. Był pracownikiem Rady Departamentu Skarbu Tymczasowej Rady Stanu. W 1918 wybrany członkiem Rady Stanu.
Prezes Komisji Organizacyjnej Instytutu im. Henryka Sienkiewicza, w 1922 inicjator powołanego w 1924 Głównego Komitet Sprowadzenia Zwłok Henryka Sienkiewicza. 
Został pochowany na Starych Powązkach w Warszawie (kwatera 163-4-19,20).
Dwukrotnie żonaty. Był mężem Olimpii z Hinterhoffów (zm. 1891) i Ksawery Julii z Antoniewskich h. Leliwa (1870–1938). Miał trzech synów i trzy córki, m.in. Konrada, podpułkownika Wojska Polskiego i Janusza (prawnika, zastępcy profesora Uniwersytetu Poznańskiego, zamordowanego w Katyniu). Wnukami Stanisława Libickiego są Jacek Libicki i Marcin Libicki (polityk konserwatywny, były eurodeputowany), prawnukiem - Jan Filip Libicki (także polityk konserwatywny, senator z ramienia PSL).

## Ordery i odznaczenia
- Krzyż Komandorski Orderu Odrodzenia Polski (3 maja 1928)[10][11]
- Krzyż Oficerski Orderu Odrodzenia Polski (2 maja 1923)[12][13]

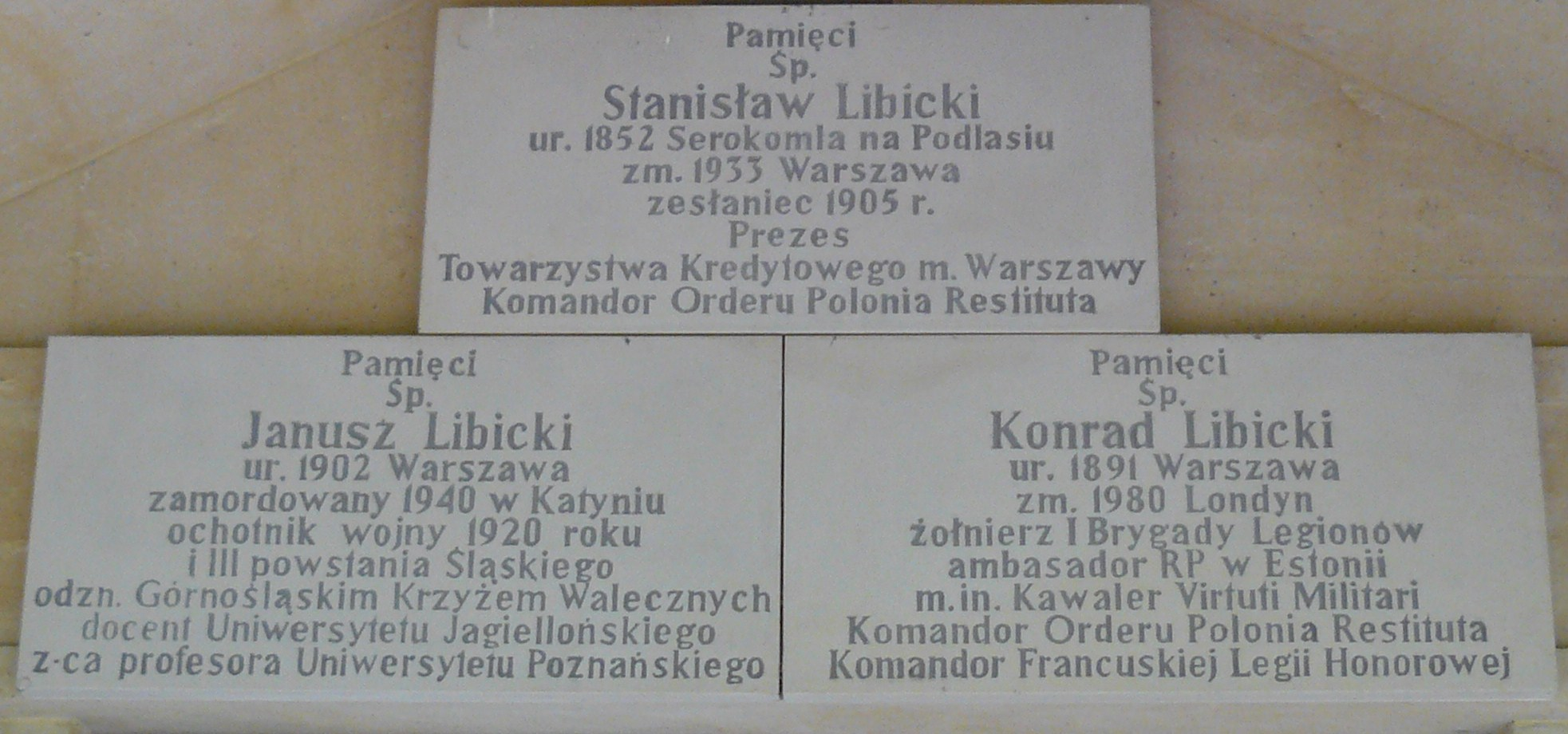
Tablica w mauzoleum Strzałków i Libickich w Radzewicach

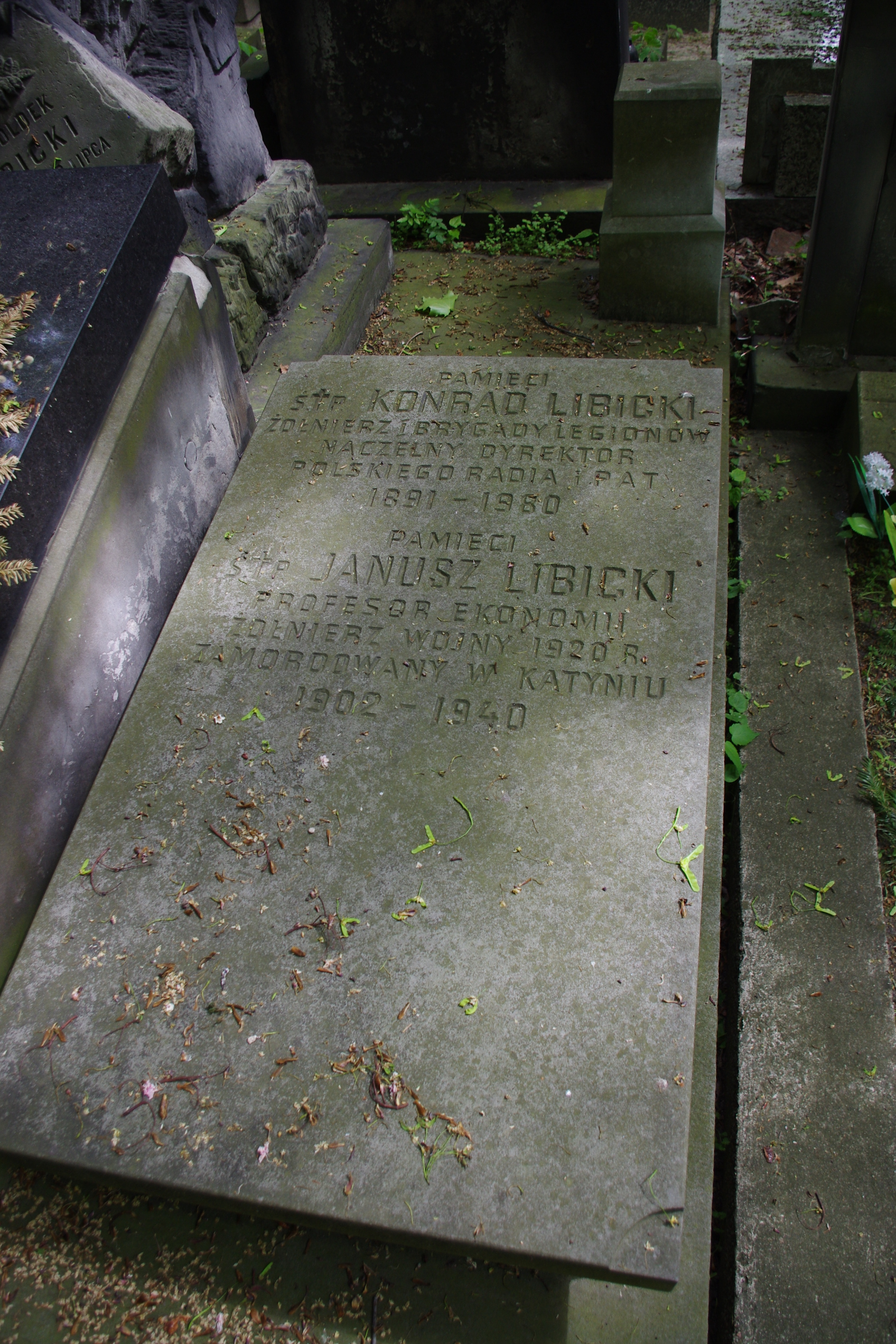
Grób Libickich na Starych Powązkach w Warszawie

## Publikacje
- O wydawaniu praw i ustrój instytucyj prawodawczych rossyjskich, Warszawa 1890.